# Flughafen Arak

i8
i11
i13
Der Flughafen Arak (persisch فرودگاه بین‌المللی اراک, englisch Arak International Airport, (IATA-Code: AJK, ICAO-Code: OIHR)) ist ein internationaler Verkehrsflughafen in der Provinz Markazi im mittleren Iran. Es ist einer der ältesten Flughäfen des Landes.

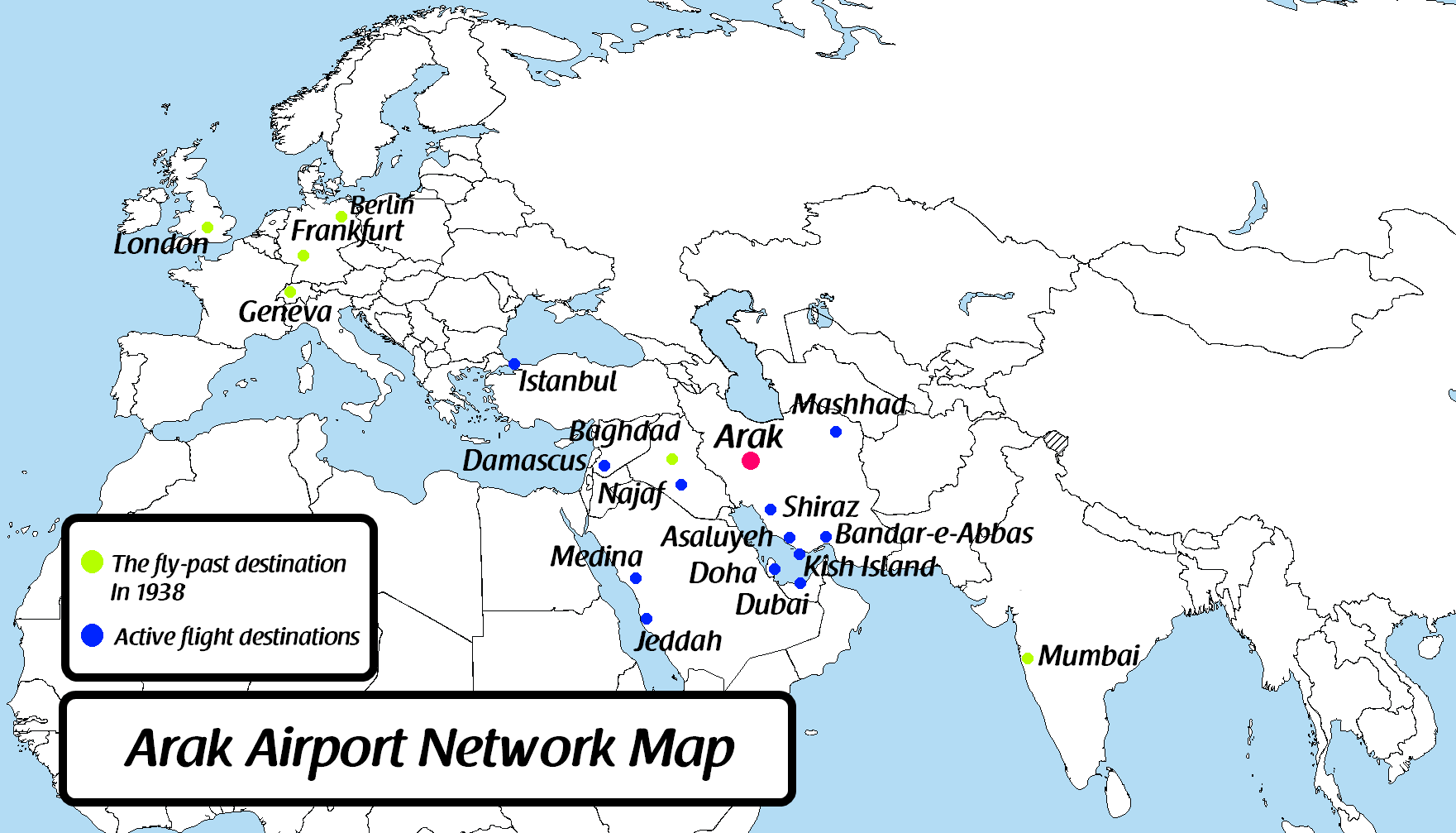
Arak Airport Network Map

## Geschichte
Der Flughafen von Arak wurde von den Briten gegründet.